# Adalbert Neischl

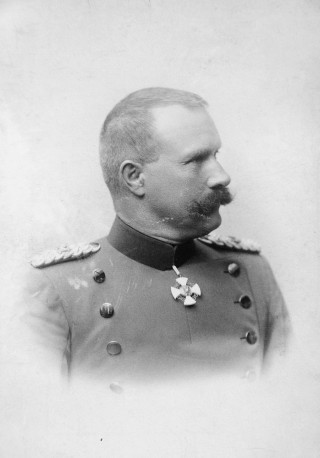
Adalbert Neischl

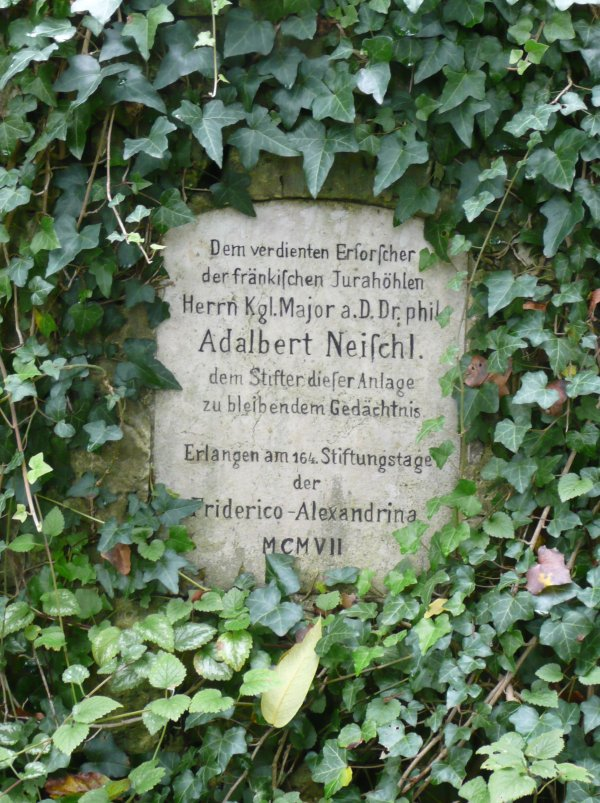
Gedenktafel an der Neischl-Grotte im Botanischen Garten Erlangen

Adalbert Neischl (* 12. April 1853 in München; † 12. oder 19. Januar 1911) war ein Geologe und Offizier. Er war Höhlenforscher in Franken und ein Mäzen der Universität Erlangen sowie der Naturhistorischen Gesellschaft Nürnberg.

## Leben
Im Jahr 1900 wurde Neischl als Bataillonskommandeur nach Erlangen versetzt. Er hatte zuletzt den Dienstgrad eines königlich bayerischen Majors. Im Jahre 1903 wurde er mit einer geologischen Dissertation über Höhlen der Fränkischen Schweiz an der Philosophischen Fakultät der Universität Erlangen promoviert. Als langjähriges Mitglied der Naturhistorischen Gesellschaft Nürnberg (NHG) wurde er im 1907 zu deren Ehrenmitglied ernannt. Die Würdigung erfolgte auch aufgrund seiner umfangreichen Stiftungen an die NHG, mit denen die Sammlungs- und Bibliotheksbestände ergänzt und Ausgrabungen finanziert werden konnten.
Ferner stiftete er der Universität Erlangen 1907 einen Nachbau einer Tropfsteinhöhle. Diese sogenannte Neischl-Grotte im Botanischen Garten Erlangen ist nach einer Restaurierung von 2005 bis 2007 wieder in ihrer authentischen Ausstattung zu besichtigen.
Eine Sammlung französischer Vorgeschichtsfunde, die er vom Kunsthändler und Vorgeschichtsforscher Otto Hauser erworben hatte, schenkte er im Jahre 1906 der Naturhistorischen Gesellschaft Nürnberg.

## Forschungstätigkeit
Neben der Erforschung der Höhlen insbesondere in der Fränkischen Schweiz, beispielsweise der Teufelshöhle und der Sophienhöhle, lag ihm auch die Vermittlung seines Wissens am Herzen. Seine Forschungsergebnisse veröffentlichte er 1904 in Nürnberg in seinem Werk Die Höhlen der Fränkischen Schweiz und ihre Bedeutung für die Entstehung der dortigen Täler.
Auf Wunsch der NHG Nürnberg übernahm er die Untersuchung der vor- und frühgeschichtlichen Wallanlagen auf dem Rauhen Kulm in der Oberpfalz.

## Schriften
- Die Höhlen der Fränkischen Schweiz und ihre Bedeutung für die Entstehung der dortigen Täler. Erlangen 1903.
- Wanderungen im nördlichen Frankenjura. Eine geographisch-geologische Skizze. In: Emil Reicke (Schriftleitung): Festschrift zum XVI. Deutschen Geographentag (21. bis 23. Mai 1907) in Nuernberg. Überreicht vom Ortsausschuss. s. n., Nürnberg 1907, S. 119–142, (Wiederabdruck in: Abhandlungen der Naturhistorischen Gesellschaft zu Nürnberg. Band 17, 1907, S. 119–142; 2. durchgesehen und verbesserte Auflage. Handels-Druckerei, Bamberg 1908, (Digitalisat)).
- Die vor- und frühgeschichtlichen Befestigungen am Rauhen Kulm bei Neustadt a. Kulm (Oberpfalz). Aus dem wissenschaftlichen Nachlass des Verfassers herausgegeben von Hugo Obermaier. Dultz, München 1913, (Digitalisat).